# Apostasy
Gli Apostasy sono un gruppo black metal svedese fondato a Kramfors. I temi che trattano nei loro brani sono la morte, l'oscurità e l'inferno.

## Formazione
- Fredric Edin - (voce)
- Mattias Edin - (chitarra)
- Ludvig Johansson - (chitarra)
- Johan Edlund - (basso)
- David Ekevärn - (batteria)
- Leif Högberg - (tastiere)

## Discografia
- 2004 - Cell 666
- 2005 - Devilution
- 2011 - Nuclear Messiah